# Голер (гори)
32°32′ пд. ш. 135°22′ сх. д. / 32.53° пд. ш. 135.37° сх. д.
Голер (англ. Gawler Ranges) — гори в Австралії на території національного парку Голер-Рейнджес за 600 км на північний захід від Аделаїди. Є північною межею півострова Ейр.

## Географія
Гори Голер відносяться до одних з найдавніших вулканічних утворень у світі: вони з'явилися близько 1,5 млрд років тому. В окремих місцях є великі оголення вулканічних ріолітів, які за формою нагадують труби органа. Гори простягаються зі сходу на захід на відстань 160 км, від північної частини півострова Ейр до південного берега озера Герднер. Найвища точка, гора Ньюкі-Блафф, досягає 465 м. У східній частині хребта знайдено багаті родовища залізної руди, яку видобувають з початку XX століття. Середньорічна кількість опадів становить 295 мм. Максимальна денна температура 34 °C влітку і 19 °C взимку.
У горах мешкає 126 видів птахів (серед них ему, австралійський орел, какаду-інка), три з п'яти видів кенгуру, вомбати, поссуми (всього 18 видів ссавців, 3 види жаб, 33 види рептилій), 225 видів рослин.

## Історія
Першим європейцем, що відвідав ці гори, був англійський мандрівник Едвард Джон Ейр, який відкрив їх в 1839 році й назвав на честь колоніального губернатора Південної Австралії Джорджа Голера. Через 18 років гори Голер були вивчені Стівеном Гаком (англ. Stephen Hack, а в 1857 році був укладений перший орендний договір з організації пасовища.
На території гір розташовано декілька історичних місць, в тому числі історична резервація Янтанабі (англ. Yantanabie Historic Reserve й національний маєток Ярді (англ. Yardea National Estate).